# Der Todeskandidat (Ernst Wiechert)
Der Todeskandidat versammelt drei kleine Antikriegs-Erzählungen von Ernst Wiechert, die im Jahr 1934 in München erschienen.

## Handlung
Der Erste Weltkrieg an der deutsch-französischen Front.

### Der Todeskandidat
Der Ich-Erzähler trauert um seinen am 17. Oktober 1918 vor Le Cateau gefallenen Lehrer, den Oberleutnant Heinrich Georgesohn. Die Schüler eines Gymnasiums in einer Kleinstadt im Memelland hatten ihn im Jahr 1899 „Todeskandidat“ geschimpft. Georgesohn konnte oder besser wollte sich gegen seine aufmüpfigen Schüler nicht durchsetzen, hatte den Lehrerberuf an den Nagel gehängt und – nicht mehr ganz jung an Jahren – noch ein Studium der Theologie aufgenommen.
Anno 1916 treffen der Ich-Erzähler und drei seiner ehemaligen Klassenkameraden als Unteroffiziere an der Somme auf Georgesohn. Er ist ihr militärischer Vorgesetzter in der Kompanie. Als Worte gewechselt werden und Namen, Heimatort et cetera genannt werden müssen, lässt sich der ehemals von den Ankömmlingen bis aufs Blut gepeinigte Lehrer nichts anmerken. Zwar liegen die Vorgänge an der Memel 17 Jahre zurück, doch jeder der Beteiligten ist im Bilde.
Der Oberleutnant nutzt in den darauffolgenden zwei Kriegsjahren seine Stellung nicht aus; rächt sich nicht. Im Gegenteil – der Offizier betet das Vaterunser für einen seiner gefallenen, ehemals renitenten Schüler. Der Tod ist selbst im Herbst 1918 an der Schelde allgegenwärtig. Noch ein Mitschüler des Ich-Erzählers fällt, Georgesohn wird verwundet und stirbt.

### Der Vater
Anno 1918 wird der 70-jährige preußische Oberst Freiherr Ägidius – Kommandeur eines Gefangenenlagers – von den Ärzten gegen seinen Willen in den Ruhestand geschickt. Daheim wartet niemand. Die Ehegattin war 1914 verstorben, die beiden Töchter sind in einem Lazarett tätig und der 20-jährige Sohn Freiherr Erasmus dient als Leutnant an der Westfront.
Beim Durchsehen eines Packens Briefe aus der Feder des einzigen Sohnes stößt der Vater auf ein Schreiben aus dem ersten Kriegsjahr. Als der deutsche Vormarsch an der Marne erstmals ins Stocken geraten war, hatte Erasmus den Oberst in jenem Briefe mit „mein lieber Vater“ angeredet. Freiherr Ägidius hatte den Sohn darauf in die Schranken gewiesen. Diener des Vaterlandes sprächen sich – besonders in Kriegszeiten – anders an. Fortan hatte Erasmus das Persönliche ganz unterdrückt.
Nun, zu Beginn des Sommers 1918, erhält der Vater einen Brief an den Sohn ungeöffnet mit dem Vermerk „Vermißt“ zurück. Was könnte das Wort bedeuten? Der Veteran, im Januar 1871 verwundet worden, grübelt. Heißt es gefangen, verschüttet oder tot? Nachdem ein Oberleutnant eines Artillerie-Regiments das versiegelte Tagebuch des Sohnes geschickt hat, bricht der Oberst das Siegel, erklärt Erasmus vor den Bedienten des Gutshauses für gefallen und betet in der Erbgruft seines Anwesens für den vermeintlich Toten. Ägidius liest das Tagebuch und findet keine heldische Zeile.
Aus der Gefangenschaft geflohen, zu seinem Regiment zurückgefunden, kommt Leutnant Erasmus auf Heimaturlaub. Als der Urlauber den Oberst nach dem Tagebuch fragt, erwidert dieser, er habe jenen Besitz des Totgeglaubten verbrannt und beschließt das Gespräch mit der leisen Anrede: „Mein lieber Sohn.“

### La Ferme Morte
Von der Ferme morte, dem ausgestorbenen Bauernhof, ist nichts übriggeblieben. Vor dem Kriege stand das französische Bauerngut auf einem Kalksteinhügel. Aus dem Zug des Ich-Erzählers wird eine Gruppe nach der anderen dorthin, wo die Ferme stand, ins Feuer geschickt. Wenige, die Gesichter allesamt mit Kalk überpudert, kehren aus dem Umkreis der ehemaligen Ferme zurück.
„Mein Gott“, beklagt der 19-jährige Theologiestudent Bardeleben aus der wartenden Gruppe des Ich-Erzählers die Toten in einem Trichter. Aus seiner Stimme spricht das „kalte Grauen“. Beim folgenden Feuerüberfall schlägt eine schwere Mine in den Unterstand ein. Die Soldaten werden gegen die Wand geschleudert und „schreien, laut, wortlos, gellend, wie Tiere unter dem Messer.“ Bardeleben, von einem Stein in der Herzgegend getroffen, stirbt. Er hatte sein Ende vorhergesehen. Denn der angehende Geistliche hatte vor dem Einsatz der Gruppe an der ehemaligen Ferme seine Bibel dem Ich-Erzähler mit den Worten geschenkt: „Ich komme ja nicht mehr wieder.“

## Textausgaben
- Ernst Wiechert: Der Todeskandidat. La Ferme morte. Der Vater. Drei Erzählungen. (= Die kleine Bücherei. 37). Langen-Müller, München 1934. (Wilpert/Gühring² 17) (Erstausgabe).
- Ernst Wiechert: Der Todeskandidat. Drei Erzählungen. (Der Todeskandidat. Der Vater. La Ferme Morte) Verlag Kurt Desch, München 1958. 60 Seiten (Verwendete Ausgabe).